# Городское поселение город Мирный
Городско́е поселе́ние город Мирный — муниципальное образование в Мирнинском районе Якутии Российской Федерации.
Административный центр — город Мирный.

## История
Статус и границы городского поселения установлены Законом Республики Саха (Якутия) от 30 ноября 2004 года 173-З № 353-III «Об установлении границ и о наделении статусом городского и сельского поселений муниципальных образований Республики Саха (Якутия)».
В мае 2023 года село Берёзовка передана из городского поселения посёлок Алмазный.

## Население
| 2011    | 2012    | 2013    | 2014    | 2015    | 2016    | 2017    | 2018    | 2019    |
| ------- | ------- | ------- | ------- | ------- | ------- | ------- | ------- | ------- |
| 36 985  | ↘35 478 | ↘34 912 | ↘34 652 | ↘34 354 | ↗34 836 | ↗35 376 | ↘35 223 | ↗35 381 |
| 2020    | 2021    | 2023    |         |         |         |         |         |         |
| ↗35 390 | ↘34 045 | ↘34 013 |         |         |         |         |         |         |

## Состав городского поселения
| № | Населённый пункт | Тип населённого пункта        | Население |
| - | ---------------- | ----------------------------- | --------- |
| 1 | Берёзовка        | село                          | ↘5        |
| 2 | Мирный           | город, административный центр | ↘34 013   |